# Kaiteriteri
Kaiteriteri est une ville et une station balnéaire dans le district de Tasman, sur l'île du Sud en Nouvelle-Zélande. Kaiteriteri se situe à proximité de Marahau, principale porte d'entrée du parc national Abel Tasman, et de Motueka. Il est surtout connu pour ses plages pittoresques.